# ویلنا مارتیروسیان
ویلنا هاکوبی مارتیروسیان (ارمنی: Վիլենա Հակոբի Մարտիրոսյան انگلیسی: Vilena Martirosyan زاده ۵ اکتبر ۱۹۳۹ - درگذشته ۲۵ مارس ۲۰۲۲) یک شیمی‌دان و استاد اهل ارمنستان بود.

## زندگی‌نامه
وی در ۵ اکتبر ۱۹۳۹ در ایروان به دنیا آمد و از دانشگاه پلی‌تکنیک ارمنستان (۱۹۶۱) فارغ‌التحصیل گشت. وی همچنین برندهٔ جوایزی همچون مدال یادبود نخست‌وزیر ارمنستان (۲۰۱۳)  شده است. وی در ۲۵ مارس ۲۰۲۲ در سن ۸۲ سالگی در ایروان درگذشت.

## نگارخانه

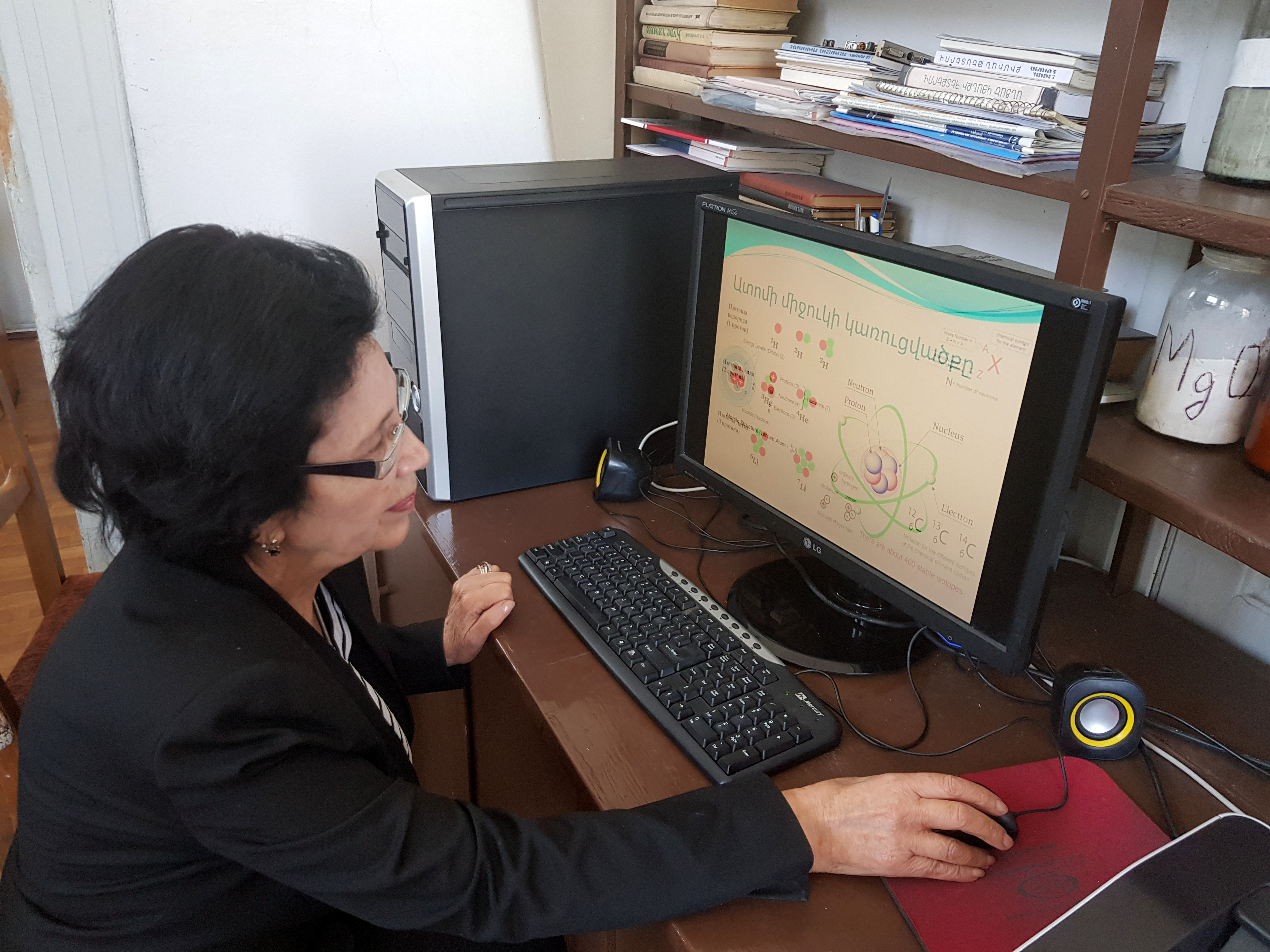

## یادداشت
1. ↑  տեխնիկական գիտությունների դոկտոր